# Louis Delmas
Pour les articles homonymes, voir Delmas.
(en) Statistiques sur pro-football-reference
Louis Delmas, né le 11 avril 1987 à Fort Pierce (Floride), est un joueur américain de football américain évoluant au poste de safety.
Étudiant à l'université de l'Ouest du Michigan, il joua pour les Broncos de Western Michigan.
Il est drafté en 2009 à la 33e place (deuxième tour) par les Lions de Détroit, devenant la troisième recrue des Lions après le quarterback Matthew Stafford (1er) et le tight end Brandon Pettigrew (20e). Il est aussi le premier safety de cette draft.